# تفجير أنابيب النفط في البحرين (2017)

تفجير أنابيب النفط في البحرين (2017).

وقعت حادثة تفجير أنابيب النفط في البحرين في 10 نوفمبر 2017 حيث استهدف مجموعة من المهاجمين أنابيب النفط في قرية بوري مما أسفر عن تسرب النفط وإحداث أضرار بيئية واقتصادية. تمثل هذه الحادثة جزءا من سلسلة من الهجمات التي استهدفت البنية التحتية النفطية في البحرين والتي تعد أحد المصادر الأساسية للإيرادات الوطنية.
أعقب التفجير استجابة سريعة من السلطات البحرينية حيث تم إغلاق المنطقة المحيطة بالحادثة وإجراء تحقيقات واسعة النطاق للكشف عن الجناة. كما أدت هذه الأحداث إلى زيادة التوترات الأمنية في البلاد ورفع مستوى الاستعدادات لحماية المنشآت الحيوية.

## مقدمة
تعتمد البحرين على حقل أبو سعفة النفطي، الذي تتقاسمه مع السعودية، في الحصول على معظم نفطها. ويصل النفط إلى البحرين من خلال خط أنابيب طوله 55 كيلومترا وطاقته 230 ألف برميل يوميا.
استكمل خط أنابيب نفطي جديد تبلغ طاقته 350 ألف برميل يوميا بين السعودية والبحرين في عام 2018.
يتدفق الخام العربي الخفيف من حقل أبقيق التابع لشركة أرامكو السعودية عبر خط الأنابيب الجديد الذي يبلغ طوله 115 كيلومترا منها 73 كيلومترا فوق الأرض والبقية تحت مياه الخليج العربي.

## الأحداث
أنشأ المتهمين الأول والثاني والهاربين خارج البحرين جماعة إرهابية وتمكنوا من تجنيد باقي المتهمين، وتلقى المتهمين الثالث والرابع التدريبات العسكرية على استخدام الأسلحة وصناعة المتفجرات في معسكرات تابعة للحرس الثوري الإيراني في جمهورية إيران الإسلامية بقصد ارتكاب الجرائم الإرهابية بمملكة البحرين، وثبت بأن المتهم الأول كلف باقي المتهمين بتفجير أنبوب النفط الواقع بقرية بوري وكلفهم باستلام أجزاء العبوة المتفجرة المخصصة والأموال المخصصة لتنفيذ الواقعة عن طريق البريد الميت من مواقع متفق عليها بينهم في مملكة البحرين وأن المتهم الثالث قاد المجموعة الإرهابية في تنفيذ عملية التفجير في 10 نوفمبر 2017 حيث اجتمع مع المتهمين وقاموا بتوزيع الأدوار بينهم ثم قاموا بزارعة العبوة المتفجرة على أنبوب النفط وتفجيرها مما أدى إلى انفجار أنبوب النفط واندلاع حريق ألحق أضرارا بأنبوب النفط وبالمنازل والسيارات والمحلات التجارية المجاورة لموقع التفجير.
تم تفعيل خطة الإخلاء والإيواء لسكان المنطقة المحيطة بموقع الحريق، حيث تضرر عدد من المباني والمركبات جراء الحرارة والدخان في قرية بوري.
وأعلنت شركة أرامكو السعودية وقف ضخ الزيت الخام من محطة الضخ في الظهران، التي تغذي مصفاة الصيانة وإعادة تأهيل خط الأنابيب للتشغيل مرة أخرى.

## المحاكمة
في 7 فبراير 2018 أعلنت السلطات البحرينية القبض على منفذي تفجير أنبوب النفط البحريني السعودي "المتهمين من الثالث حتى السابع"، وتبيّن أنهم تلقوا توجيهاتهم من إيران. كما تبيّن أن جميع المنفذين لديهم وظائف حيث ليس بينهم أي "عاطل أو ينقصه شيء" حسب ما أكده وزير الخارجية البحريني الشيخ خالد بن أحمد آل خليفة في تغريدة على حسابه في تويتر.
المتهمون هم: فاضل محمد جعفر علي (23 عاماً. سائق)، أنور عبد العزيز موسى جعفر المشيمع (24 عاماً، موظف قطاع خاص)، محمد عبد الله عيسى عبد الله محروس (27 عاماً، موظف في إحدى الشركات)، عادل أحمد علي أحمد صالح (23 عاماً، موظف أمن في شركة خاصة)، حبيب عبد اللطيف مهدي (19 عاماً، هارب ومحكوم بالسجن المؤبد)، عبد الله جعفر أحمد المدني (34 عاماً، هارب وموجود في إيران)، محمد علي إبراهيم خليل (35 عاماً، هارب وموجود في إيران).
استندت النيابة في التدليل على ثبوت التهم في حقهم إلى أدلة مستندة ضمن إقرارات أربعة متهمين وشهود الإثبات إضافة الى المضبوطات التي ضبطت والأدلة الفنية من تقارير مختبرية دالة على وقوع الجرائم وارتكاب المتهمين لها، وقد تداولت القضية بجلساتها بحضور المحامين مع المتهمين ومكنتهم من الدفاع وإبداء الدفوع القانونية ووفرت لهم جميع الضمانات القانونية.
قال رئيس النيابة حمد شاهين إن المحكمة الكبرى الجنائية الرابعة قد أصدرت حكمها بواقعة التفجير الإرهابي في أنبوب النفط بقرية بوري على سبعة متهمين أسند إليهم تهم تأسيس جماعة إرهابية والانضمام إليها وحيازة وإحراز واستعمال مفرقعات وإحداث تفجير إرهابي والتدرب على استعمال الأسلحة والمتفجرات لارتكاب جرائم إرهابية وتمويل الإرهاب والاشتراك فيها بمعاقبة المتهمين من الأول حتى الخامس بالسجن المؤبد وتغريمهم مبلغ مائتي ألف دينار ومعاقبة المتهم السادس بالسجن لمدة عشر سنوات ومعاقبة المتهم السابع بالسجن لمدة خمس سنوات وتغريمه مبلغ مائة ألف دينار وإلزام المتهمين الأول والثالث والرابع والخامس والسادس بأن يؤدوا بالتضامن مبلغ 64577.041 دينار بحريني (171500.37 دولار أمريكي) قيمة التلفيات جراء تفجير أنبوب النفط، كما حكمت بإسقاط الجنسية عن المتهمين من الأول حتى السادس ومصادرة المضبوطات.
وفي التحقيقات اعترف المتهم الرابع بأنه تربطه علاقة صداقة قديمة بالثالث وفي غضون عام 2017 عرض عليه فكرة الانضمام لجماعة ائتلاف 14 فبراير وتلقي تدريبات عسكرية في إيران للاستعداد لتنفيذ أوامر ستصدر من الجماعة فوافق، واستلم مبلغًا ماليًا تم وضعه في قرية الجنبية وطلب منه الثالث شراء تذاكر السفر لإيران، وبعد وصولهما إلى هناك تواصل الثالث مع أحد الأشخاص ثم استقبلهما بحريني وأوصلهما لبناية كان متواجدًا فيها المتهم الأول الذي أبلغهم ببرنامج التدريب، وتوجها في اليوم التالي لمعسكر مسور بالصفائح الحديدية ويحتوي كبائن وتم تدريبهما على كيفية مقاومة الاستجواب أثناء التحقيق وطرق المعاينة ومعرفة المستوى الأمني من خلال مدرب إيراني، ثم تلقيا تدريبًا على استعمال الأسلحة وطريقة صناعة وتفكيك العبوات واستخدام المتفجرات ثم عادا إلى البحرين.
وقال المتهم إن الثالث سلمه مفتاح مزرعة وطلب منه شراء 9 دبات بترول لتوزيعها على مناطق أعمال الشغب وأبلغه بأنه سيحصل على راتب 100 دينار لمدة 3 أشهر مقابل هذا العمل، ثم يتم زيادته إلى 240 دينارًا، وقبل الواقعة تواصل معه الثالث وأبلغه بوجود تعليمات باستهداف أنبوب نفط بقرية بوري، وطلب منه مرافقته لاستلام صاعق، وشاهد في منزل المتهم الثالث العبوة المتفجرة.
وتوجه المتهم الخامس إلى سوق واقف لتصوير عملية الانفجار وانتظر إشارة من المتهم الثالث لبدء التصوير حيث توجه الأخير مع المتهم الرابع نحو الأنبوب بالقرب من أحد محولات الكهرباء وقاما بتركيب الصاعق ووضعا العبوة فوق الأنبوب بعد أن ربطا جهاز الإرسال والبطارية بالعبوة، وصورها بهاتفه ثم غادر المكان إلى دوار بوري حيث ضغط زر التحكم فلم تنفجر، وعندها قرر العودة مرة أخرى إلا أنه جرب الضغط قبل أن يغادر فانفجرت العبوة.

### الاتهامات المسندة من النيابة
أسندت النيابة العامة للمتهمين السبعة أنهم خلال غضون عام 2017 وفي 10 نوفمبر 2017 بداخل مملكة البحرين وخارجها، أولاً: المتهمان الأول والثاني، أسسا وأدارا وآخرون مجهولون على خلاف أحكام القانون جماعة الغرض منها الدعوة لتعطيل أحكام الدستور والقوانين ومنع مؤسسات الدولة وسلطاتها من ممارسة أعمالها والإضرار بوحدتها الوطنية، وكان الإرهاب من الوسائل التي تستخدم في تحقيق هذه الأغراض، مع علمهما بأغراضها الإرهابية، بأن قاما بتجنيد المتهم الثالث لإنشاء مجموعة تعمل معه واستطاع ضم المتهمين من الرابع حتى السادس من أجل القيام بعمليات التفجير بالمملكة استمرارية تنفيذ مخططات هذه الجماعة وأهدافها الإرهابية ونشر الفوضى وبث الرعب في نفوس المواطنين والمقيمين وتعريض حياة الناس وحرياتهم وأمنهم للخطر.
ثانيًا: المتهمون من الثالث حتى السادس، انضموا وآخرون مجهولون على خلاف أحكام القانون إلى جماعة إرهابية.
ووجهت النيابة للمتهم الأول تهمة جمع وإعطاء أموال لأشخاص ينتمون للجماعة الإرهابية مع علمه بذلك، وللمتهمين من الثالث حتى الخامس تهمة القيام بعمليات شراء ونقل وتخزين أموال لحساب جماعة إرهابية خصصت دعمًا وتمويلاً لهم لممارسة نشاطهم الإرهابي، وكذلك تسلم أموال من الجماعة الإرهابية بواسطة آخرين لاستخدامها في أعمال الحرق والإتلاف والتخريب، وللمتهم السابع تهمة الاشتراك بطريقي الاتفاق والمساعدة مع المتهمين من الثالث حتى الخامس في ارتكاب الجرائم بتسليمهم المزرعة المملوكة له في قرية دار كليب جنوب غرب البحرين لاستخدامها في تخزين المواد البترولية المزمع استخدامها في أعمال الشغب.
وحول وقائع التدرب على استخدام السلام وصناعة المتفجرات، أسندت النيابة للمتهمين الثالث والرابع تهمة التدرب على استعمال الأسلحة النارية واستعمال المتفجرات بقصد ارتكاب جرائم إرهابية داخل المملكة، وللمتهمين الأول والثاني تهمة الاشتراك وآخرين مجهولين بطريق التحريض والاتفاق والمساعدة مع الثالث والرابع في ارتكاب الجرائم وقدما لهما الأموال اللازمة للسفر وأماكن التدريبات.
وفي واقعة تفجير أنبوب النفط، أسندت النيابة للمتهمين من الثالث حتى الخامس أنهم أحدثوا تفجيرًا بغرض إرهابي بأن قاموا بتفجير أنبوب نقل النفط بقرية بوري وقاموا بتوزيع الأدوار بينهم، كما استعملوا المتفجرات عمدًا استعمالاً من شأنه تعريض حياة الناس للخطر وتنفيذًا لغرض إرهابي، وأتلفوا أموالا ثابتة ومنقولة بإحداث تفجير تسبب بأضرار اقتصادية ومالية جسيمة لشركة بابكو وفي السيارات والمباني والمنازل المحيطة بالانفجار، وحازوا متفجرات وأدوات تستخدم في صنعها.
ووجهت للمتهم الأول تهمة الاشتراك بطرق التحريض والاتفاق والمساعدة مع المتهمين من الثالث حتى الخامس في ارتكاب الجرائم السابقة بأن أمدهم بالمفرقعات اللازمة لارتكابها، وللمتهم السادس تهمة الاشتراك مع المتهمين من الثالث حتى الخامس بطريق الاتفاق في ارتكاب الجرائم بمراقبة مسرح الجريمة خلال تفجير أنبوب النفط.

## ردود الفعل

### المحلية
أدان مجلس الوزراء البحريني بشدة العمل التخريبي الإرهابي الذي تسبب في الانفجار الذي وقع في أحد أنابيب النفط التابعة لشركة نفط البحرين (بابكو) بالقرب من قرية بوري وبما ترتب عليه من إضرار بالمصالح الحيوية والاقتصادية وممتلكات الأفراد والمنشآت وتعريض سلامتهم للخطر وبث الرعب في نفوسهم، ووصفه مجلس الوزراء البحريني بأنه تصعيد إرهابي في أعمال العنف والأساليب الإجرامية ضد المصالح والمنشآت الحيوية وسلامة المواطنين وعدوان خطير يكشف الدور الذي يلعبه النظام الإيراني المسؤول عن العديد من الأعمال التخريبية التي تؤثر على الأمن والاستقرار في البحرين والمنطقة، ودعم هذا النظام وتوجيهاته المباشرة للعناصر الإرهابية في البحرين لتنفيذ مخططاته في زعزعة الأمن والاستقرار ضمن ما تقوم به إيران من انتهاكات في المنطقة العربية وتدخل سافر في شأنها الداخلي لتقويض الأمن والسلم بها، والتي تصاعدت في الفترة الأخيرة من خلال العمل العدواني من قبل مليشيات الحوثي التابعة لإيران في اليمن والمتمثل في إطلاق صاروخ باليستي إيراني الصنع من داخل الأراضي اليمنية باتجاه الرياض، وأخيراً تفجير أحد أنابيب النفط بمملكة البحرين، وشدد مجلس الوزراء البحريني بأن كل من يثبت تورطه من العناصر الإرهابية في هذا الجرم المشين سيجابه بكل حزم وشدة وأن يد العدالة ستطال الآثمين فالحكومة لن تألوا جهداً في سبيل حفظ الأمن وحماية السلامة العامة وهي قادرة على ذلك.
قالت وزارة الداخلية في البحرين إن الانفجار الذي تسبب في حريق بخط أنابيب نفطي قرب قرية بوري كان عملا تخريبيا، وألمحت إلى احتمال تورط إيران مؤكدة أنه تمت السيطرة على الحريق. وذكرت الوزارة على حسابها بموقع تويتر أن الحادث عمل خطير يهدف إلى الإضرار بالمصالح العليا للبلاد وسلامة الناس. كما قال الوزير الشيخ راشد بن عبد الله آل خليفة: "إن الأعمال الإرهابية التي شهدتها البلاد في الفترة الأخيرة تتم من خلال اتصالات وتوجيهات مباشرة من إيران". وفي بيان للداخلية بثته وكالة الأنباء البحرينية تم تأكيد السيطرة على الحريق في وقت قياسي بفضل التنسيق بين أجهزة الوزارة وشركة نفط البحرين (بابكو) مضيفة أنه يجري العمل على تبريد موقع الحريق وحصر الأضرار في المنطقة، بينما ستبقى الشوارع المحيطة مغلقة حتى إشعار آخر.
وكتب وزير الخارجية البحريني الشيخ خالد بن أحمد آل خليفة في تغريدة على موقع تويتر: "تفجير أنبوب النفط السعودي البحريني تصعيد إيراني خطير هدفه ترويع المواطنين والإضرار بصناعة النفط عالميا".

### الدولية
أدان عبد اللطيف الزياني الأمين العام لمجلس التعاون لدول الخليج العربية بشدة التفجير ووصفه بأنه: "جريمة إرهابية خطيرة تعرض المصالح العليا للبحرين للخطر، وتطور خطير في الأساليب الإجرامية التي تنتهجها التنظيمات الإرهابية التي تتلقى توجيهاتها ودعمها من إيران".
أعربت المملكة العربية السعودية عن إدانتها واستنكارها الشديدين للتفجير الذي أدى إلى حريق بأحد أنابيب النفط.
استنكرت الحكومة الأردنية التفجير الذي أدى إلى حريق بأحد أنابيب النفط قرب قرية بوري. وحذر الناطق الرسمي باسم الحكومة الدكتور محمد المومني في بيان صحفي من خطورة مثل هذه الاعمال التخريبية التي تضر بمصالح البلدان، وتؤدي الى تعميق الأزمات وزعزعة الاستقرار في المنطقة. وأضاف إن مثل هذه الاعتداءات تشكل اعمالاً إرهابية هدفها العبث بأمن وسلامة مملكة البحرين الشقيقة، مؤكداً وقوف الأردن إلى جانب مملكة البحرين في تصديها لهذه الممارسات الإرهابية التي تعتبر محاولات يائسة للوقوف في وجه التنمية والتطور في المملكة.
ندد الأمين العام لجامعة الدول العربية أحمد أبو الغيط بالتفجير الإرهابي كما أعلن المتحدث باسمه محمود عفيفي. وأعرب أبو الغيط عن ثقته بأن الحادث لن ينال من "عزم قيادة وحكومة وشعب البحرين على مكافحة خطر الإرهاب". وأكد الأمين العام: "تضامنه الكامل مع الجهود الرامية للحفاظ على سيادة البحرين، وتأمين المواطنين، ومواجهة التدخلات الخارجية في الشأن الداخلي البحريني".
أصدر الاتحاد العربي لعمال النفط والمناجم والكيماويات بيان يدين ويعرب فيه عن شديد استنكاره وتنديده بالعمل الإرهابي الجبان الذي استهدف أنبوب النفط قرب قرية بوري من قبل جماعات إرهابية. وصرح حمد محمد السبيعي الأمين العام المساعد لإعلام الإتحاد العربي للنفط والمناجم والكيماويات: "يستنكر الاتحاد العربي لعمال النفط والمناجم والكيماويات عن الحادث الإرهابي الذي استهدف أنبوب النفط قرب قرية بورى في مملكة البحرين الشقيقة على يد الجماعات الإرهابية. كما تابعت الأمانة العامة للاتحاد العربي لعمال النفط والمناجم والكيماويات بكل الأسى العمل الإرهابي الذي تعرض له أشقاءنا في مملكة البحرين الشقيقة والذي أدى إلى خسائر مادية. وإن الامانة العامة تدين هذا الحادث الإجرامي ونؤكد باسم ملايين العمال العرب مساندتها لكافة الجهود التي تبذلها البحرين من أجل الحفاظ على أمنها واستقرارها. وتؤكد مجدداً استنكارها لهذه الاعمال الإرهابية. كما تطالب الأمانة العامة كافة القوى المحلية للسلام بتكثيف الجهود المبذولة للقضاء على عناصر الإرهاب الذي يهدد مسيرة التنمية الاقتصادية والاجتماعية في كافة انحاء العالم".
اعتبر مدير برنامج الخليج وسياسة الطاقة في معهد واشنطن سايمون هندرسون انفجار خط أنبوب النفط الرئيسي في البحرين بمنزلة رسالة تحذير من إيران إلى السعودية. وقال: "إيران ستكون على الأرجح، قد اختارت الاعتداء كرد من المعقول إنكاره على التصعيد الملموس مؤخرا من السعودية ضد النفوذ الإيراني في لبنان". وأكد هندرسون أن منطقة الخليج العربي تعد المصدر الأهم للنفط بالنسبة للاقتصاد العالمي لافتا إلى أن: "جميع منشآت النفط والغاز معرضة للتخريب، وتحديدا للهجمات العسكرية. يجدر اعتبار الحادثة التي حلّت بخط الأنابيب البحريني بمنزلة إنذار للمعنيين كافة بعدم التسليم ببديهية الهدوء النسبي، وما يستتبعه من انخفاض في الأسعار".
نفى المتحدث باسم وزارة الخارجية الإيرانية بهرام قاسمي هذه الاتهامات قائلا: "إن المسؤولين البحرينيين تعودوا اتهام إيران بعد كل حادث يقع في تلك الجزيرة. عليهم أن يعلموا أن زمن إلقاء اللوم على الآخرين وتوجيه الاتهامات الصبيانية ولى من غير عودة"، مشددا على أنه "لطالما أكدنا أن أمن واستقرار جيراننا هو أمننا".

## فيما بعد
في 12 نوفمبر 2017 قالت شركة نفط البحرين (بابكو) إن إمدادات النفط السعودي إلى البحرين استؤنفت تدريجيا بعد توقف وجيز بعد اندلاع حريق في خط أنابيب نفطي.
في 24 ديسمبر 2017 قام وزير العمل والتنمية الاجتماعية جميل حميدان بتسليم شيكات لخمسة وعشرين مواطناً من المستحقين من الأهالي الذين تضررت مساكنهم نتيجة تفجيرات أنابيب النفط في قرية بوري وذلك بحضور محافظ المحافظة الشمالية علي العصفور ومدير عام مديرية شرطة المحافظة الشمالية العميد عبد الله الجيران ورئيس جمعية بوري الخيرية عبد الرسول الحجيري وذلك تنفيذاً لتوجيهات رئيس مجلس الوزراء البحريني الأمير خليفة بن سلمان بن حمد آل خليفة. كما تم توفير مساكن مؤقتة لهم لحين الانتهاء من إصلاح مساكنهم، وقد تم تصنيف المنازل المتضررة إلى ثلاث مستويات بين حرجة ومتوسطة وبسيطة، وقد وصلت قيمة التعويضات المستحقة إلى 2000 دينار بحريني (حوالي 5300 دولار أمريكي) كحد أقصى.